# Théodore Bernard Simon Durtubie
Théodore Bernard Simon Durtubie dit d’Urtubie de Rogicourt, né le 17 août 1741 à La Fère et mort le 22 février 1807 à Paris, est un général français de la Révolution et de l’Empire.

## États de service
Il entre en service en 1752 comme page de la Reine, et le 21 octobre 1755 il devient sous-lieutenant d’artillerie. Il passe lieutenant le 1er janvier 1759, et capitaine le 15 octobre 1765. Il est fait chevalier de Saint-Louis le 19 juin 1775.
Il est promu major en 1781 au régiment de La Fère, et lieutenant-colonel le 1er janvier 1791 dans le même régiment.
Le 1er juin 1791 il est nommé directeur adjoint de l’arsenal de La Fère, et il reçoit son brevet de colonel le 22 août 1791. En 1792 il rejoint l’armée du Nord en tant que commandant de l’artillerie et de l’arsenal de Douai. Il est mis en non activité le 21 septembre 1793.
Il est promu général de brigade le 20 mai 1795, et le 29 septembre 1796 il devient inspecteur général d’artillerie de la 7e, puis de la 12e division militaire. Il est élevé au grade de général de division le 9 juin 1797, et commandant de l’artillerie de la 17e division militaire. De 1798 à 1800 il sert comme inspecteur général de l’artillerie.
Le 14 janvier 1800 il est affecté à l’armée du Rhin, et il commande l’artillerie du corps d’armée du centre pendant le siège de Strasbourg, d’avril au 26 juillet 1800. Mis en non activité à l’issue, il est transféré en position de réforme le 29 mars 1801, et il est admis à la retraite le 17 novembre 1801.
Il est fait chevalier de la Légion d’honneur le 25 mars 1804, en tant qu’administrateur de la caisse d’amortissement.
Il meurt le 22 février 1807, à Paris.
Il est le frère du général Louis Jean Charles d'Urtubie (1730-1808).

## Sources
- (en) « Generals Who Served in the French Army during the Period 1789 - 1814: Eberle to Exelmans »
- Docteur Robinet, Jean-François Eugène et J. Le Chapelain, Dictionnaire historique et biographique de la révolution et de l'empire, 1789-1815, volume 1, Librairie Historique de la révolution et de l’empire, 900 p. (lire en ligne), p. 723.
- (pl) « Napoléon.org.pl » [archive du 21 mars 2015]
- Étienne Charavay, Correspondance générale de Carnot, tome 2, imprimerie Nationale, 1897, p. 176.
- A. Lievyns, Jean Maurice Verdot, Pierre Bégat, Fastes de la Légion-d'honneur, biographie de tous les décorés accompagnée de l'histoire législative et réglementaire de l'ordre, tome 4, Bureau de l’administration, 1844, 640 p. (lire en ligne), p. 342.
- Arthur Chuquet, Ordres et apostilles de Napoléon (1799-1815), paris, librairie ancienne Honoré Champion, 1911, p. 38
- Georges Six, Dictionnaire biographique des généraux & amiraux français de la Révolution et de l'Empire (1792-1814) Paris : Librairie G. Saffroy, 1934, 2 vol.